# Joe Hill

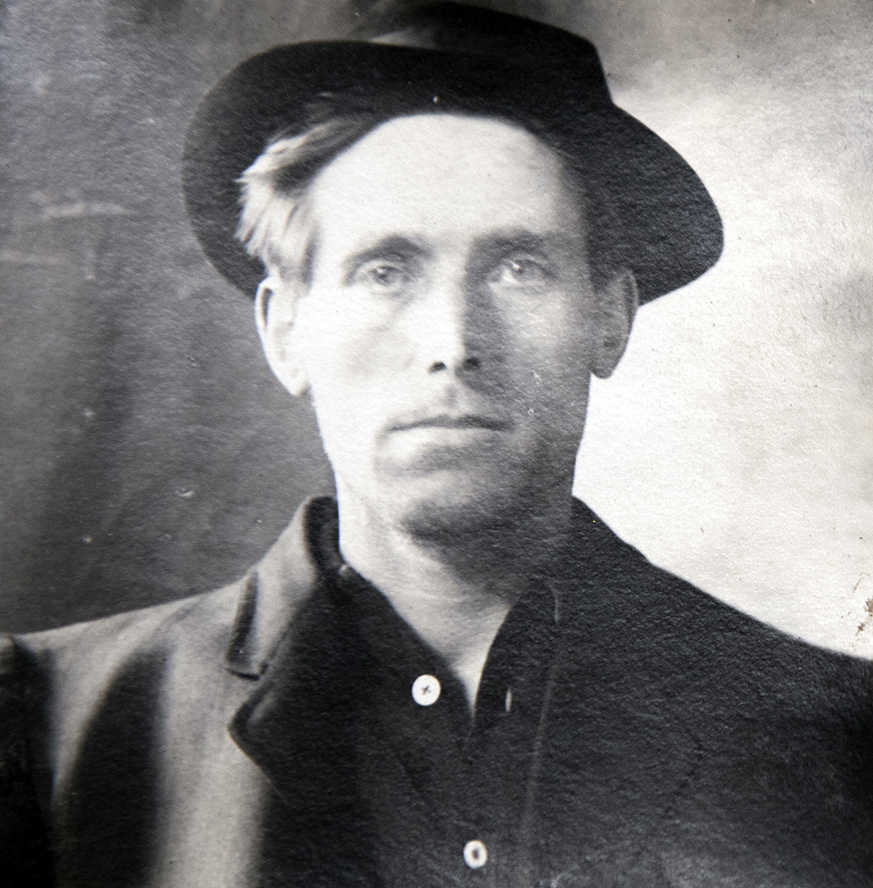
Joe Hill

Joe Hill (* 7. Oktober 1879 in Gävle in Schweden als Joel Emmanuel Hägglund; † 19. November 1915 in Salt Lake City), auch bekannt unter dem Namen Joseph Hillström, war ein US-amerikanischer Wanderarbeiter (Hobo), Arbeiterführer, Gewerkschaftsaktivist, Sänger und Liedermacher. Er spielte Banjo, Gitarre, Klavier und Akkordeon. Aus seiner Feder stammen zahlreiche populäre englischsprachige Folksongs, die u. a. im Little Red Songbook der IWW veröffentlicht wurden. Seine Liedtexte zeichnen sich durch Humor und Ironie aus.
In einem umstrittenen Gerichtsverfahren wurde er wegen Mordes zum Tode verurteilt; nach seiner Hinrichtung wurde er zur Legende und seinerseits zum Gegenstand zahlreicher Songs.

## Biografie

### Leben
Joel Hägglund wuchs in der Altstadt der nordschwedischen Hafenstadt Gävle auf. Das Haus seiner Eltern in der Nedre Bergsgatan 28 beherbergt heute ein Joe-Hill-Museum. Er arbeitete in einer Taufabrik, wodurch er sich wahrscheinlich eine Form der Hauttuberkulose zuzog, die ihn schwer beeinträchtigte und langwierige Behandlung erforderte. Nachdem sein Vater, der Eisenbahnarbeiter Olof Hägglund, am 7. Dezember 1887 in Folge eines Arbeitsunfalls gestorben war, lebte die sechsköpfige Familie in großer Armut. Nach dem Tod der Mutter Catharina am 17. Januar 1902 wanderte Joel mit seinem Bruder Paul im Oktober desselben Jahres über Göteborg und Liverpool in die Vereinigten Staaten aus. Während der Überfahrt auf dem Atlantischen Ozean mit der Saxonia der Cunard Line gab er sich den Namen Joe Hill, um in der neuen Welt ein neues Leben zu beginnen.
Nachdem er in New York in Kneipen niedrige Arbeiten verrichtet hatte, zog er stetig weiter Richtung Westen. In Chicago arbeitete er in einer Maschinenfabrik und verdingte sich als Erntearbeiter. Er erlebte das
Erdbeben von San Francisco 1906, über das er einen Bericht in einer schwedischen Tageszeitung veröffentlichte. Sein genaues Eintrittsdatum in die radikale Gewerkschaft Industrial Workers of the World ist unklar; seine erste Erwähnung als Mitglied der IWW-Ortsgruppe Portland (Local 92) findet er als Autor eines Artikels in der damals wöchentlich erscheinenden Zeitung Industrial Worker im Jahr 1910.
1910 reiste er nach Fresno, Kalifornien, wo die IWW einen erbitterten Kampf um Rede- und Versammlungsfreiheit führte (free speech fight); 1911 nahm Hill in Baja mit einer kleinen Guerilla-Truppe, die Ricardo Flores Magón in Los Angeles zusammengestellt hatte, an der Mexikanischen Revolution teil. Bei der Southern-Pacific-Gesellschaft half er, seinen ersten Streik mit zu organisieren, und entdeckte sein Rednertalent und die Fähigkeit, rebellische Worte in Melodien zu kleiden. 1912 tauchte er in British Columbia auf, wo er Lieder für die streikenden Bahnarbeiter der Canadian Northern Railway schrieb.
Schließlich kam Joe Hill nach Bingham im Mormonenstaat Utah. Hier organisierte er die Arbeiter der Baugesellschaft von Utah in einer größeren Einheitsgewerkschaft, die eine neue Lohnskala, kürzere Arbeitszeiten und besseres Essen erkämpfen konnte.

### Tod
Durch unglückliche Umstände und, wie sich im Nachhinein ergab, auch durch schlampige Ermittlungsverfahren wurde Joe Hill am 10. Januar 1914 in Salt Lake City des Mordes an dem Lebensmittelhändler John Morisson und dessen Sohn Arling angeklagt und trotz mangelhafter Beweise verurteilt.
Der Fall wurde zu einem der größten Justizskandale der USA. Vor Gericht wurde wichtiges Beweismaterial zurückgehalten, stattdessen aber der Brief eines kalifornischen Polizeichefs verlesen, der Hill einst widerrechtlich verhaftet hatte, weil er Hafenarbeiter für die IWW anzuwerben versuchte:

„Mir gelangte zur Kenntnis, dass Sie einen Joseph Hillstrom wegen Mordes verhaftet haben. Sie haben den richtigen Mann. Er ist gewiss ein unerwünschter Bürger. Er ist so etwas wie ein Musiker und ein Songschreiber für das IWW-Liederbuch.“

Sowohl der schwedische Konsul als auch US-Präsident Woodrow Wilson versuchten, ein Wiederaufnahmeverfahren in Gang zu setzen. Die IWW startete eine vehemente Kampagne. Doch der oberste Gerichtshof von Utah bestätigte den Schuldspruch. Während dieser Zeit dichtete Joe Hill im Gefängnis, und seine Lieder wurden überregional bekannt. Freunde legten Hill nahe, ein Gnadengesuch einzureichen, dem mit hoher Wahrscheinlichkeit stattgegeben worden wäre. Hills Antwort hierauf: „Nicht Gnade will ich, sondern Gerechtigkeit. Und wird mir diese nicht zuteil, gehe ich lieber unter, als dass ich um Gnade bitte.“

### Testament
Am Tag vor seiner Hinrichtung schrieb Joe Hill sein Testament:
My will is easy to decide

For there is nothing to divide

My kin don't need to fuss and moan

"Moss does not cling to rolling stone"

My body? Oh, if I could choose

I would to ashes it reduce

And let the merry breezes blow

My dust to where some flowers grow

Perhaps some fading flower then

Would come to life and bloom again.

This is my Last and final Will.

Good Luck to All of you – Joe Hill
Augustin Souchy hat es ins Deutsche übersetzt:
Mein Testament soll bescheiden und demütig sein,

Denn gar nichts auf Erden, ihr Freunde, ist mein.

Vergebens, ihr Lieben, ist all euer Klagen,

Bäume im Hagel, wie könnten sie Früchte tragen?

Mein Leib? Ich darf meinen Wunsch euch bekennen!

Lasst zu Asch, den Morschen, verbrennen!

Lasst Stürme und Winde durch Länder sie blasen,

Lasst Ruhe sie finden auf blumigen Rasen!

Vielleicht wird einst die sterbende Blume,

Noch irgendwann aufblüh’n, der Blüte zum Ruhme.

Zum Schluss: Glück auf! Dem, der es so will;

Mein letzter Wille ist’s – euer Joe Hill.
Eine wortgetreuere Übersetzung ist die folgende:
Mein Testament? Leicht zu verfassen!

Denn ich hab nichts zu hinterlassen.

Die Freunde sollen um mich nicht weinen –

"Moos setzt nicht an auf rollenden Steinen".

Mein Leichnam? Könnt 'nen Wunsch ich nennen:

Man soll zu Asche ihn verbrennen.

Und lasst die heiteren Winde wehn

den Staub dahin, wo Blumen stehn.

Vielleicht kann so ein armes Grün

dann weiterleben, wieder blühn.

Das wär's. Das ist mein letzter Will'.

Glückauf Euch allen wünscht – Joe Hill.
Seine letzten Worte, bevor er am 19. November 1915 im Gefängnishof von Salt Lake City an der Mauer von mehreren Gewehrschüssen tödlich getroffen wurde, waren: „Trauert nicht, organisiert euch!“ (Don’t mourn – organize!). Er selbst soll – der Legende nach – das Kommando zum Feuern gegeben haben.

### Leichnam
Joe Hills Leichnam wurde nach Chicago gesandt, wo er – seinem letzten Willen entsprechend – eingeäschert wurde. Ein Teil der Asche wurde von der IWW-Zentrale in Briefe verteilt und an sämtliche IWW-Ortsgruppen verschickt. In Chicago und an vielen anderen Orten fanden große Begräbnis-Demonstrationen statt. 1988 tauchte einer dieser Briefumschläge auf, der von der US-amerikanischen Post wegen seines „subversiven Potenzials“ 1917 beschlagnahmt worden war. Er enthielt neben besagter Asche ein Foto Hills mit der Aufschrift: „Joe Hill ermordet von der Kapitalistenklasse, Nov. 19, 1915.“ Der Brief lagert heute im Nationalarchiv der USA.
Ebenfalls im Jahre 1988 wurde der Rest von Joe Hills Asche der IWW ausgehändigt. Ein Teil wurde in den USA, Kanada, Schweden, Australien und Nicaragua in alle Winde verstreut. Carlos Cortez, ebenfalls ein bekannter Wobbly, verstreute 1989 einen weiteren Teil bei einer Gedenkfeier, als ein Denkmal für sechs streikende IWW-Bergarbeiter enthüllt wurde, die in Lafayette in Colorado von der Landespolizei mit Maschinengewehren erschossen worden waren. Die Männer waren zum Zeitpunkt ihres Todes unbewaffnet, ihre Gräber waren bis dato anonym geblieben. Der Großteil der Asche wurde in die Wand eines Gewerkschaftsgebäudes in Landskrona, Süd-Schweden, eingelassen. Eine Plakette erinnert dort an Hill.

## Hills Texte

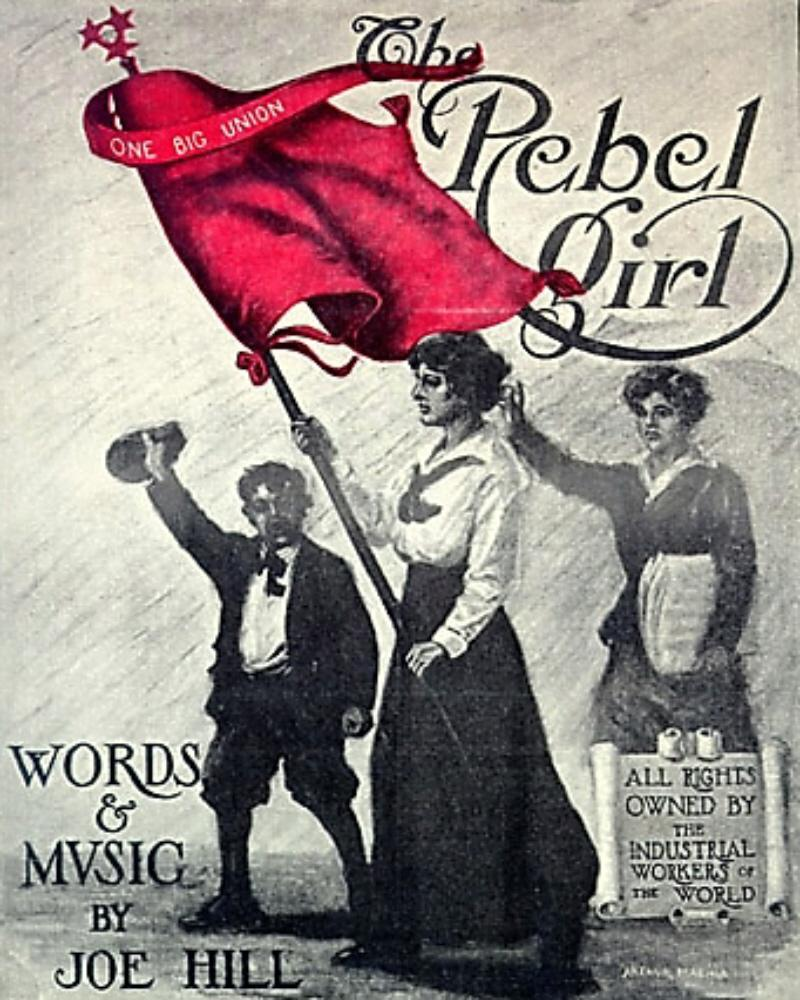
Cover zu Joe Hills Song Rebel Girl

Joe Hills vielleicht populärstes Gedicht trug den Titel „The Preacher and the Slave“. Es ist eine Parodie auf das damals bekannte Kirchenlied „In The Sweet by and by“ und macht sich über religiöse Wohltäter und falsche Propheten lustig:
Long-haired preachers come out every night,

Try to tell you what’s wrong and what’s right;

But when asked about something to eat,

They will answer in voices so sweet:

 You will eat, bye and bye,

 In that glorious land in the sky;

 Work and pray, live on hay

 You’ll get pie in the sky when you die.
(Wörtlich: Langhaarige Prediger kommen jede Nacht hervor, / Versuchen, dir zu erzählen, was falsch und was richtig ist; / Aber wenn man sie um etwas zu essen bittet, / Antworten sie mit zuckersüßer Stimme: / Bald wirst du essen / im prächtigen Himmelreich; / Arbeite und bete, lebe von Heu, / Kuchen bekommst du im Himmel, wenn du stirbst.)
Die Redewendung „Pie in the sky“ wurde durch diesen Text geprägt und wird heute ähnlich wie das Wort Luftschloss verwendet.

## Gedicht und SongJoe Hill
1925 dichtete Alfred Hayes eine sozialkritische Ballade mit dem Titel I Dreamed I Saw Joe Hill Last Night, die später unter dem Titel Joe Hill bekannt wurde. Hayes’ Zeilen wurden 1936 von Earl Robinson vertont. Im deutschsprachigen Raum wurde das Lied über Joe Hill hauptsächlich durch Pete Seeger und Joan Baez, die den Song auf dem Woodstock-Festival vortrug, bekannt, aber auch durch die Interpretation von Paul Robeson. Die irischen Dubliners nahmen ebenfalls eine Version auf. In dem Lied taucht ein bereits seit zehn Jahren verstorbener und dennoch lebendiger Joe Hill überall dort auf, wo sich Arbeiter organisieren und ihre Rechte verteidigen. Es lautet in der Version von Baez wie folgt:
1. I dreamed I saw Joe Hill last night, alive as you and me.
Says I „But Joe, you’re ten years dead“ „I never died“ said he, „I never died“ said he.
2. "The copper bosses killed you, Joe, they shot you, Joe" says I.
"Takes more than guns to kill a man", Says Joe "I didn’t die!", Says Joe "I didn’t die!"
3. And standing there as big as life and smiling with his eyes
Says Joe "What they can never kill, went on to organize, went on to organize."
4. From San Diego up to Maine in every mine and mill,
Where working men defend their rights, it’s there you find Joe Hill, it’s there you find Joe Hill.
5. I dreamed I saw Joe Hill last night, alive as you and me.
Says I „But Joe, you’re ten years dead“ „I never died“ said he, „I never died“ said he.
Das Lied ist als Gewerkschaftshymne ebenso wie Sixteen Tons weltweit bekannt. Es machte Joe Hill endgültig zur Ikone der amerikanischen Gewerkschaftsbewegung. Der Text von Alfred Hayes wurde auch von der englischen Band Chumbawamba in ihren Song By and By, der Joe Hill gewidmet ist, einbezogen:
Don’t waste the days when I’m dead and I’m gone

Wind up the clocks, ring around, carry on

Don’t gather flowers, dry your eyes, call your friends

For all I sang was a start, not an end.

Catch your breath, feel the life in your bones

Enjoy what’s to come, not the things that we’ve done.

Save all your prayers, take the pain and the hurt

Add your chorus to my verse

By and by, by and by

Forget that glorious land above the sky

Don’t you cry, don’t you cry

By and by

I dreamed I saw Joe Hill last night

Alive as you and me

Says I, „But Joe, you’re ten years dead“

„I never died“, said he.

By and by, by and by

Forget that glorious land above the sky

Don’t you cry, don’t you cry

By and by
Der Sänger und Liedermacher Phil Ochs komponierte ein weiteres Lied mit dem Titel Joe Hill, das zum Repertoire des Briten Billy Bragg gehört.

## Weitere Referenzen
- John Dos Passos hat Joe Hill in seinem Roman Neunzehnhundertneunzehn. Harcourt, Brace and Co., New York 1932, ein literarisches Denkmal gesetzt.
- Der englische Komponist Alan Bush komponierte die Oper Joe Hill - The Man Who Never Died, die am 29. September 1970 an der Staatsoper Berlin uraufgeführt wurde.
- Leben und Tod Joe Hills wurden auch vom schwedischen Regisseur Bo Widerberg 1971 in einer schwedisch-US-amerikanischen Koproduktion mit dem Titel Joe Hill verfilmt.
- Stephen King nannte seinen ersten Sohn Joseph Hillstrom King, dieser schreibt nun unter dem Pseudonym Joe Hill.